# Euphione elisabethae
Euphione elisabethae är en ringmaskart som beskrevs av McIntosh 1885. Euphione elisabethae ingår i släktet Euphione och familjen Polynoidae. Inga underarter finns listade i Catalogue of Life.